# 棉北街道
棉北街道是中国广东省汕头市潮阳区所辖的一个街道，位于潮阳城区北郊，于1995年4月棉城撤镇分拆成三个街道办事处时设立。辖区面积32.215平方公里，下辖平西居委会、平北居委会、平南居委会、白竹居委会、五三居委会、五二居委会、蝴蝶居委会、棉田居委会、东家宫居委会等9个居委会，至2003年末总人口54550人。2005年完成工业总产值14.8亿元，比增20%，工商税收完成3239万元，比2004年增长27.3%。

## 行政区划
棉北街道下辖以下村级行政区划单位
平南社区、平西社区、平北社区、东家宫社区、白竹社区、五二社区、棉田社区、五三社区和蝴蝶社区。